# Aphelochaeta phillipsi
Aphelochaeta phillipsi är en ringmaskart som beskrevs av Blake in Blake, Hilbig och Scott 1996. Aphelochaeta phillipsi ingår i släktet Aphelochaeta och familjen Cirratulidae.
Artens utbredningsområde är Mexikanska golfen. Inga underarter finns listade i Catalogue of Life.